# Teratura megafurcula
Teratura megafurcula är en insektsart som först beskrevs av Tinkham 1944.  Teratura megafurcula ingår i släktet Teratura och familjen vårtbitare. Inga underarter finns listade i Catalogue of Life.